# Yitzhak Goldknopf
Yitzhak Goldknopf (hébreu : יצחק יששכר גולדקנוף), né le 30 octobre 1950 à Jérusalem, est un rabbin et homme politique israélien, dirigeant du parti ultra-orthodoxe Agoudat Israel.
En 2022, il devient dirigeant du parti à la place de Yaakov Litzman, et devient tête de liste du Judaïsme unifié de la Torah lors des élections de 2022, où il est élu député à la Knesset.

## Biographie

### Parcours professionnel et religieux
Le père d'Yitzhak Goldknopf est adjoint à la mairie de Jérusalem, et membre de la communauté de la dynastie hassidique de Gour. Il est ordonné rabbin.
À partir de janvier 1989, il dirige le réseau « Beit Ya'akov », une société propriétaire de jardins d'enfants et de garderies, remplaçant son père à la tête de l'entreprise. Six ans plus tard, il fonde « Fatechia », une chaîne d'établissements d'enseignement spécialisés.
Au sein de la communauté orthodoxe, Yitzhak Goldknopf est connu en raison de sa position de président du Comité pour la sainteté du Shabbat. Le comité s'est notamment battu pour des restrictions dans l'espace public israélien, y compris une campagne qui a forcé El Al à cesser de voler le samedi. Il est récemment intervenu dans un conflit très médiatisé entre la dynastie hassidique de Gour et le membre de la Knesset Meir Porush, qui l'a accusé de saper sa candidature à la mairie de Jérusalem.

### Parcours politique
En 1970, Yitzhak Goldknopf fonde le mouvement de jeunesse « Ner Israel », du parti Agoudat Israel, et dix ans plus tard, il fonde le centre de l'association Torah Talmud, composé de 170 talmudistes de la Torah.
En juin 2022, le rebbe Yaakov Aryeh Alter (en), le dirigeant de la dynastie hassidique de Gour et membre de Moetzes Gedolei HaTorah, décide de nommer Goldknopf à la tête du parti Agoudat Israel, à la place de Yaakov Litzman. Il est également placé en tant que tête de liste de l'alliance ultra-orthodoxe du Judaïsme unifié de la Torah, il est élu à la Knesset. Le 29 décembre suivant, il est nommé ministre de la Construction et du Logement dans le gouvernement Netanyahou VI.
Il rejette toute idée d'un État palestinien, disant ne pas vouloir vivre « aux côtés d’un État composé d’animaux humains ». Il défend aussi avec ferveur le projet de recolonisation de la bande de Gaza.